# Torsten Körber
Torsten Körber (* 1965 in Hannover) ist ein deutscher Jurist und Professor an der Universität zu Köln.

## Werdegang
Körber studierte nach dem Abitur als Stipendiat der Studienstiftung des deutschen Volkes an der Georg-August-Universität Göttingen und der Ludwig-Maximilians-Universität München sowie an der National University of Singapore und an der University of California, Berkeley Rechtswissenschaften, Geschichte und Wirtschaftswissenschaften. Nach dem 1. Juristischen Staatsexamen in Göttingen (1991) erwarb er den Master of Laws (LL.M) in Berkeley (1993). Auf das 2. Staatsexamen in Berlin (1996) folgte im gleichen Jahr die Promotion in Göttingen. Bis zur Habilitation im Jahre 2003 arbeitete er als wissenschaftlicher Assistent von Ulrich Immenga und Holger Fleischer an der Georg-August-Universität Göttingen.
2004 lehrte Körber im Rahmen einer Gastprofessur an der TU Dresden. 2004 folgte er einem Ruf auf die Professur für Bürgerliches Recht, Internationales Wirtschaftsrecht, Wettbewerbs- und Kartellrecht an der Heinrich-Heine-Universität Düsseldorf. 2005 erhielt er einen Ruf an die Friedrich-Schiller-Universität Jena, an der er bis 2009 den Lehrstuhl für Bürgerliches Recht, Kartellrecht, Handels-, Gesellschafts- und Wirtschaftsrecht innehatte. Nach einem Ruf an die Georg-August-Universität Göttingen auf den Lehrstuhl für Bürgerliches Recht, Kartellrecht, Versicherungs-, Gesellschafts- und Regulierungsrecht lehrte Körber dort bis 2017.
2017 folgte er nach Rufen an die Universität Bayreuth und an die Universität zu Köln dem Ruf auf den neuen Lehrstuhl für Bürgerliches Recht, Kartell- und Regulierungsrecht, Recht der digitalen Wirtschaft an der Universität zu Köln. Dort ist er auch Direktor des Instituts für Energiewirtschaftrecht (EWIR).

## Forschungsschwerpunkte
- Kartellrecht (Kartellverbot, Missbrauchsaufsicht und Zusammenschlusskontrolle in GWB und EU-Kartellrecht; einschließlich der Wettbewerbsfragen von Medien, Software und Internet-Plattformen; Innovation und Datenökonomie)

- Regulierungsrecht (Energierecht, u. a. Netzregulierung, Energiewende, Digitalisierung, Strommärkte, Vertrags- und Haftungsrecht); Telekommunikationsrecht (u. a. Netzregulierung, Breitbandausbau/NGN, Digitalisierung, Kunden- und Datenschutz)

- Recht der digitalen Wirtschaft (Digitalisierung und Datenökonomie als Herausforderung an die Rechtsordnung; Internetplattformen; wettbewerbs- und datenbezogene Aspekte des Schuld-, Medien-, Urheber- und Patentrechts; Telematik, Automatisierung und Industrie 4.0)

## Funktionen
Körber ist u. a. Direktor des Instituts für Energiewirtschaftsrecht Köln (EWIR), stellv. Vorsitzender des Wissenschaftlichen Beirats des Forschungsinstituts für Wirtschaftsverfassung und Wettbewerb (FIW, Köln) und Mitglied des Fachbeirats des MPI für Innovation und Wettbewerb (München) sowie Mitglied der Aufsichtsräte der Mecklenburgischen Kranken- und Lebensversicherung. Er ist Mitbegründer des Jenaer Instituts für Energiewirtschaftsrecht und der Wissenschaftlichen Vereinigung für das gesamte Regulierungsrecht. Er war 2014–2016 Dekan der Juristischen Fakultät der Georg-August-Universität Göttingen und 2016-2021 Mitglied des Wissenschaftlichen Arbeitskreises für Regulierungsfragen (WAR) der Bundesnetzagentur (BNetzA).
Körber ist u. a. Mitherausgeber der Neuen Zeitschrift für Kartellrecht (NZKart), der Zeitschrift für Digitalisierung und Recht (ZfDR), der Schriftenreihen Kartell- und Regulierungsrecht (Nomos) und der Kommentare Immenga/Mestmäcker, Wettbewerbsrecht, Bürgers/Körber/Lieder, Aktiengesetz und Säcker/Körber, TKG und TTDSG.

## Veröffentlichungen (Auswahl)
- Die Konkurrentenklage im Fusionskontrollrecht der USA, Deutschlands und der Europäischen Union. Baden-Baden 1996, ISBN 978-3-7890-4391-8
- Grundfreiheiten und Privatrecht. Mohr Siebeck, Tübingen 2004, ISBN 978-3-16-148357-8
- Standardessentielle Patente, FRAND-Verpflichtungen und Kartellrecht - Standard Essential Patents, FRAND Commitments and Competition Law, Baden-Baden 2013, ISBN 978-3-8487-0429-3
- Drittzugang zu Fernwärmenetzen, 2. Aufl. 2015, JWV, ISBN 978-3-938057-32-2
- Ausschreibung von Fernwärmenetzen? (mit Kühling), Nomos, 2016, ISBN 978-3-8487-3468-9
- Daten und Wettbewerb in der digitalen Ökonomie (Hrsg.), Nomos, 2017, ISBN 978-3-8487-3617-1
- Innovation im Kartellrecht - Innovation des Kartellrechts (Hrsg. mit Immenga), Nomos, 2020, ISBN 978-3-8487-6735-9
- Kartellrechtlicher Anspruch auf Einräumung von Wegenutzungsrechten für die Verlegung von Fernwärmeleitungen, JWV, 2020, ISBN 978-3-938057-97-1
- Regulierte Eisenbahnentgelte und Kartellrecht, Nomos, 2020, ISBN 978-3-8487-6933-9
- Die 10. GWB-Novelle (Hrsg. mit Bien, Käseberg, Klumpe, Ost), C.H.Beck, 2021, ISBN 978-3-406-75848-5
- Immenga/Mestmäcker, Wettbewerbsrecht (Mitherausgeber und Kommentierung der Europäischen Fusionskontrollverordnung (FKVO), des § 29 GWB und des Sonderbereichs Telekommunikation), C.H. Beck, 6. Aufl. 2019-2022, ISBN 978-3-406-72481-7
- Heidelberger Kommentar zum Aktiengesetz (mit Bürgers und Lieder), C.F.Müller, 5. Aufl. 2021, ISBN 978-3-8114-5641-9
- Säcker/Körber, TKG und TTDSG, R&W, 4. Aufl. 2022, C.F.Müller, ISBN 978-3-8005-0003-1
- Verschiedene Artikel u. a. Sektorspezifische Rundfunkregulierung oder 'Wettbewerb 2.0'? (ZWeR 2009, 315); Kartellrecht in der Krise (WuW 2009, 873); Kartellrechtlicher Zugang der Kunden- und Verbraucherverbände zu den gemeinsamen Statistiken der Versicherungswirtschaft (VersR 2012, 670-677 mit Rauh); Google im Fokus des Kartellrechts (WRP 2012, 761-772); Die Fernwärmenetze zwischen Wettbewerbs- und Klimaschutz (RdE 2012, 372-382); Kartellrechtlicher Zwangslizenzeinwand und standardessentielle Patente (NZKart 2013, 87-98), Let's Talk About Android - Observations on Competition in the Field of Mobile Operating Systems, SSRN (4. Juli 2014), Netzneutralität zwischen marktgemäßer Selbststeuerung und staatlicher Regulierung (in: Säcker/Schmidt-Preuß, Grundsatzfragen des Regulierungsrechts,  Baden-Baden 2015, S. 223–250); Marktabgrenzung und SIEC-Test im Lebensmitteleinzelhandel - Kritische Anmerkungen zum Untersagungsbeschluss Edeka/Tengelmann (ZWeR 2016, 89-112); Ist Wissen Marktmacht? Überlegungen zum Verhältnis von Datenschutz, „Datenmacht“ und Kartellrecht (NZKart 2016, 303-310 und 348-355); Konzeptionelle Erfassung digitaler Plattformen und adäquate Regulierungsstrategien (ZUM 2017, 93-101); „Digitalisierung“ der Missbrauchsaufsicht durch die 10. GWB-Novelle (MMR 2020, 290-295); Regulierung und kartellrechtliche Entgeltkontrolle (IR 2021, 44-48); Lessons from the Hare and the Tortoise: Legally imposed selfregulation,proportionality and the right to defence under the DMA (NZKart 2021, 379-384 und 436-444); Wettbewerb und Plattformregulierung in Zeiten der Digitalisierung (Ad Legendum 2022, 1-8)